# Стране (Пале)
Стране су насељено мјесто у општини Пале, Република Српска, БиХ. Према попису становништва из 2013. у насељу је живјело свега 5 становника.

## Становништво
| Демографија | Демографија | Демографија |
| Година      | Становника  | Становника  |
| ----------- | ----------- | ----------- |
| 1961.       | 174         |             |
| 1971.       | 128         |             |
| 1981.       | 52          |             |
| 1991.       | 29          |             |